# Pitt Island
Pitt Island (Moriori: Rangiaotea; Māori: Rangiauria) ist die zweitgrößte Insel der Chatham-Inseln im südwestlichen Pazifik, und gehört seit 1842 zu Neuseeland, dessen Hauptinsel von den Inseln etwa 800 Kilometer entfernt ist.

## Geographie
Pitt Island liegt 20 km südöstlich der Hauptinsel Chatham Island und ist von dieser durch die Pitt Strait getrennt. Die Insel ist etwa 14 km lang, bis zu 10 km breit und weist eine Fläche von 62 km² auf. Sie hat eine ständige Bevölkerung von rund 45 Personen, die hauptsächlich den Ort Flower Pot (Moriori: Onoua) an der gleichnamigen Bucht im Nordwesten der Insel bewohnen. Daneben gibt es noch einzelne Anwesen wie North Head (östlich des Mont Hakepa), wo das östlichste Wohngebäude Neuseelands steht. Pitt Island ist somit die östlichste bewohnte Insel Neuseelands, nur die unbewohnten Felsen Star Keys und Forty-Fours liegen noch weiter östlich. Pitt Island ist recht hügelig – ihre höchsten Punkte sind Waihere Head mit 241 m sowie der Mont Hakepa mit 231 m über dem Meer.
Die Insel ist teils bewaldet und hat einen sehr fruchtbaren Boden. Europäische Früchte gedeihen, und auch Weizen wird angebaut, aber nur für lokalen Konsum.
An Moutapu Point, der Nordspitze der Insel, steht ein Leuchtturm.

## Entdeckung
Die Insel wurde durch die Moriori aus Ost-Polynesien zwischen dem 13. und 16. Jahrhundert entdeckt und besiedelt.
Die ersten Europäer auf der Inseln waren vermutlich die Mannschaft William Robert Broughtons mit seinem Schiff HMS Chatham im Jahre 1791. Ihren englischen Namen verdankt sie aber William Pitt, 1. Earl of Chatham, der auch Namensgeber des Schiffes war.

## Fotos

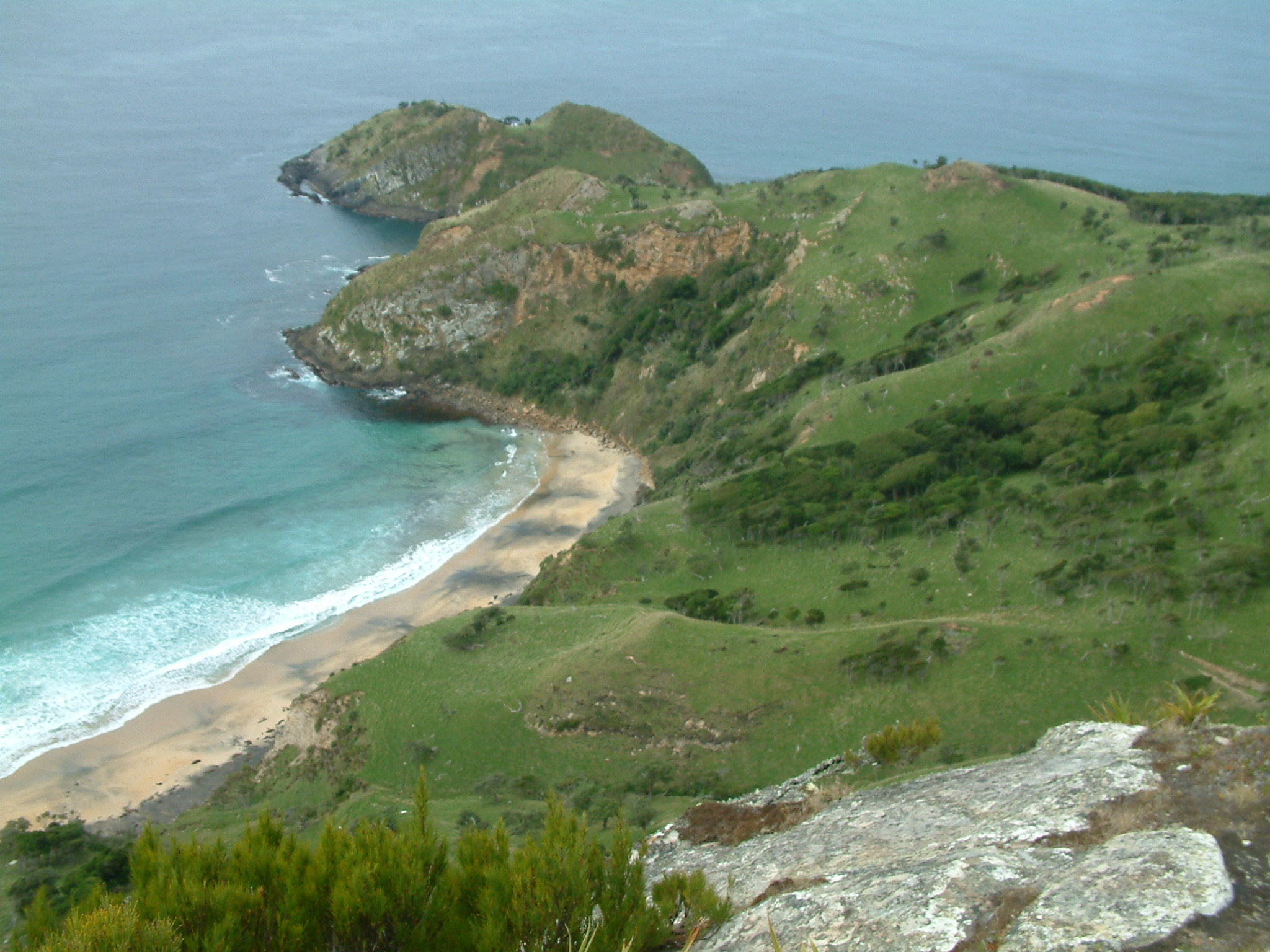
Kahuitara Point (Südspitze der Insel) vom Mont Hakepa aus gesehen
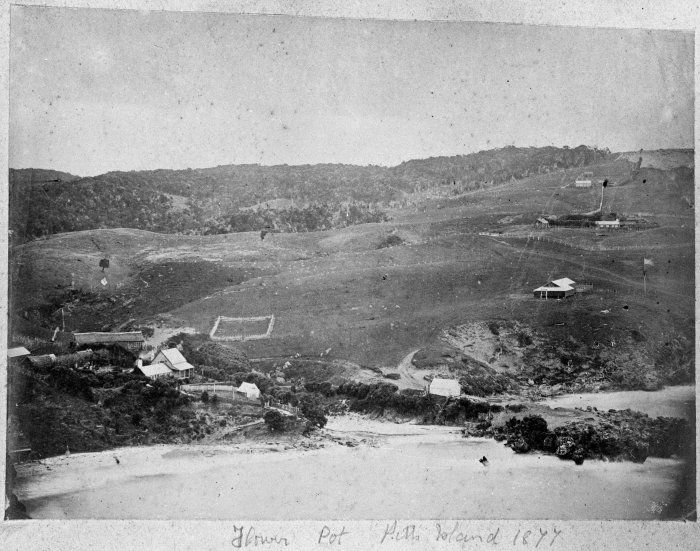
Flower Pot Bay im Nordwesten (1877)